# Quai de Versailles
Pour les articles homonymes, voir Versailles (homonymie).
Le quai de Versailles est un quai de la ville de Nantes, en France.

## Situation et accès

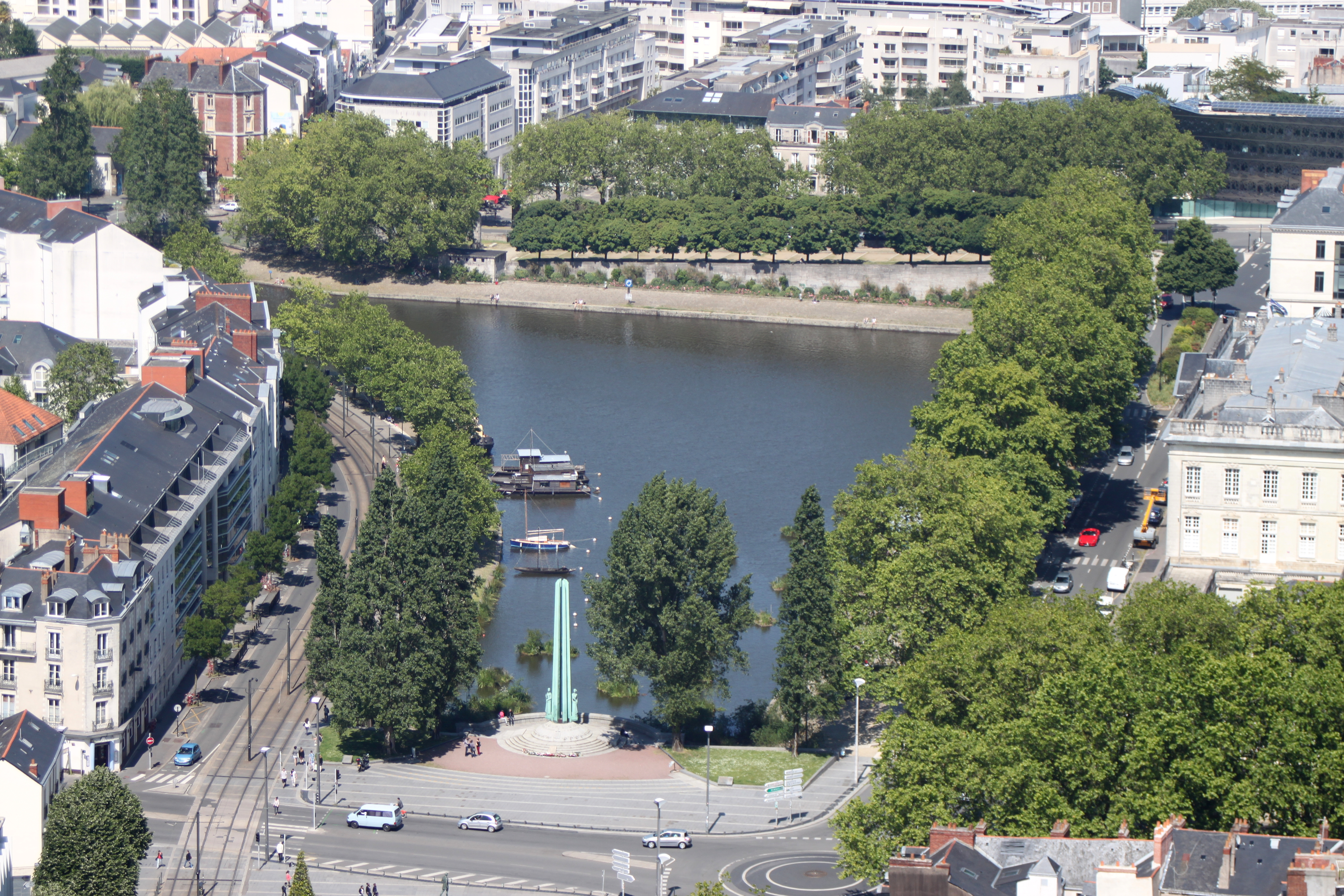
Le début du quai de Versailles, avec la place du Pont-Morand en bas de la photo (prise depuis la Tour Bretagne en 2014).

Le quai est situé dans le quartier Hauts-Pavés - Saint-Félix, sur la rive droite de l'Erdre, entre la rue Paul-Bellamy et la boulevard Amiral-Courbet. La portion nord du quai est bordée par l'île de Versailles. Elle rencontre successivement sur son parcours la place Châteaubriand, puis les rues de Bouillé, de Châteaulin et de Barbin.
Depuis 1993, la ligne 2 du tramway parcourt le quai sur toute sa longueur et il est desservi avec deux stations : « Saint-Mihiel » et « Motte-Rouge ».
En 2025, le quai de Versailles devient interdit aux voitures et réservé aux cyclistes et piétons,.

## Origine du nom
Le nom de « Versailles » qui lui a été attribué en 1837, fait référence à une grande propriété baptisée le « petit Versailles » apparaissant sur le plan Cacault de 1756, laquelle s'étendait de la route de Rennes (actuelle rue Paul-Bellamy) aux rues Châteaubriand et Adolphe-Moitié.

## Historique

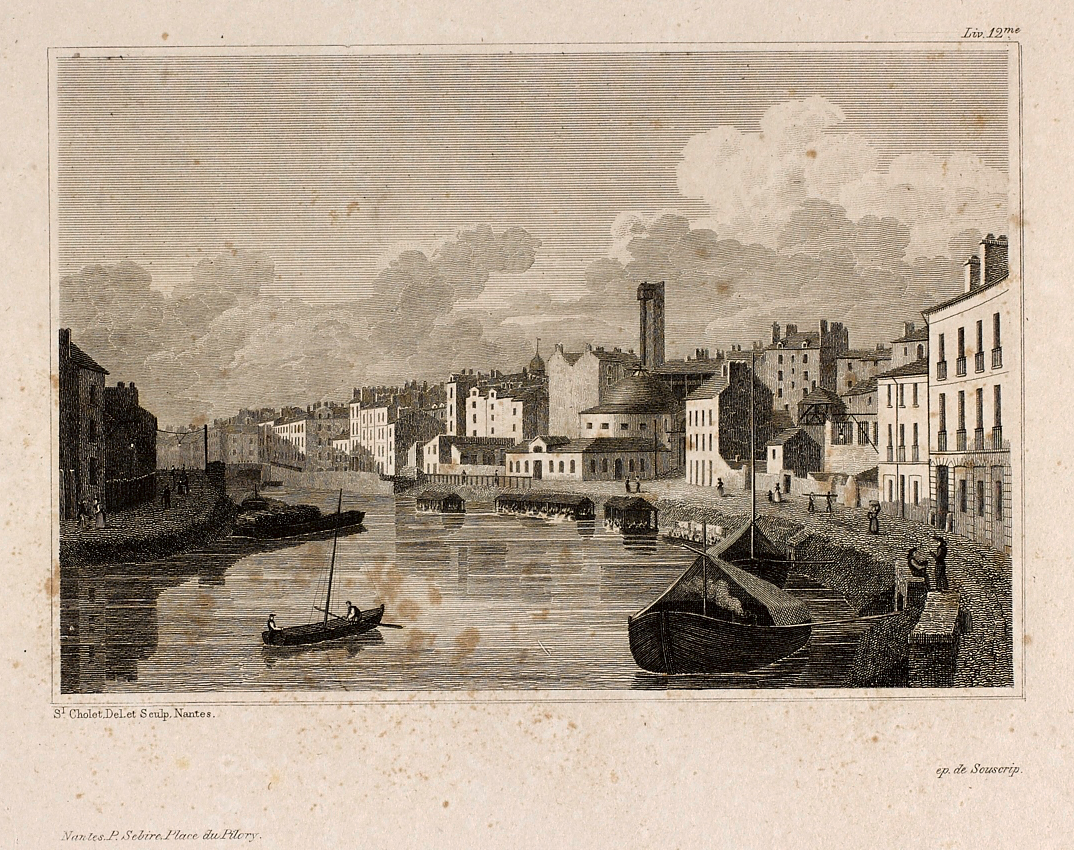
Le quai de Versailles actuel vers 1830.

Dans la partie nord du quai, aux abords du pont Général-de-la-Motte-Rouge se trouvait naguère l'ancienne « chaussée de Barbin » construite ou restaurée au VIe siècle par saint Félix, évêque de Nantes et permettait de traverser l'Erdre à pied à cet endroit. Cette voie portait le nom du quartier qui se trouvait autrefois de part et d'autre du boulevard Amiral-Courbet, habitée notamment par des Bretons fuyant la misère et qui travaillaient dans ce petit port très actif. En effet, les bateaux descendant la rivière ne pouvaient aller plus loin à cause de l'existence de la chaussée : on y débarquait alors les marchandises que l'on chargeait sur des charrettes allant vers le centre-ville. Ce quartier, établi sur des coteaux autrefois couvert de vignes, abritait également de nombreuses blanchisseuses qui travaillaient sur les bateaux-lavoirs et étendaient leurs linges dans un grand pré situé à proximité baptisé le « Pré aux ânes ».

## Rues latérales secondaires

### Place Châteaubriand
Situé au débouché ouest du pont Saint-Mihiel, la place Châteaubriand commande l'accès aux rues Saget et Châteaubriand.

## Coordonnées des lieux mentionnés
1. ↑  Place Châteaubriand : 47° 13′ 22″ N, 1° 33′ 12″ O.